# Křemen

Model krystalu křemene

Křemen je minerál s chemickým vzorcem SiO2 (oxid křemičitý), hojně se vyskytující v litosféře, kde tvoří jeden z nejdůležitějších minerálů.
Křemen vytváří celou řadu odrůd, mezi které patří hvězdovec, čirý křišťál, růžový růženín, hnědá či kouřová záhněda, kryptokrystalický chalcedon, pruhovaný achát, onyx, fialový ametyst, tygří oko, železitý křemen, jaspis, žlutý citrín, černý morion či zelený prasem nebo pazourek a další. Křemen je běžnou součástí žuly, pískovce a mnoha dalších hornin.

## Etymologie
Označení „křemen“ (dříve také „skřemen“) pochází pravděpodobně z „ker“ , z kterého vychází i křesat. Anglické označení „quartz“ pochází z německého „quarz“ (či „twarc“), a to ze slovanského „twardy“ (znamenající „tvrdý“).

## Vznik
Křemen vzniká jako poslední člen Bowenova reakčního schématu z magmatu. Struktura je tvořena propojenými tetraedry SiO4, které spadají do základních stavebních prvků křemičitanů. Často se vyskytuje v pegmatitech, žulách, ryolitech či jako výplň žilných těles a různých dutin.

## Vlastnosti
- Krystaluje v klencové soustavě a dle Mohsově stupnici tvrdosti má tvrdost 7. Je průhledný, zřídka bílý. Typický tvar krystalu je šestiboký hranol s dvěma klenci, u kterého bývají plochy hranolu vodorovně rýhovány. Běžně však dochází k dvojčatění nebo růstu polykrystalů, ale setkáváme se také s monokrystaly. Rozpouští se v kyselině fluorovodíkové.
- Kryptokrystalickou formou křemene je chalcedon, který vzniká buď přímým srážením z roztoků či rekrystalizací amorfních opálů. Mezi odrůdy chalcedonu patří například jaspis, chryzopras, karneol či onyx. Střídající se proužky křemene a chalcedonu tvoří achát.
- Křemen se vyskytuje v mnoha odrůdách, patří sem i drahokamy jako například: křišťál (čirý), ametyst (fialový), záhněda (hnědá či kouřová), citrín (žlutý), růženín (růžový), morion (černý) a prasem (zelený).

- Rozeznává se vyšší a nižší křemen. Nižší křemen (také alfa křemen) je stabilní do teploty 573 °C, po překročení mezní teploty dochází k modifikaci do hexagonální konfigurace vyššího křemene, který se nazývá beta křemen. V případě, že současně dochází k nárůstu tlaku, přeměňuje se křemen ve stabilní coesit a následně ve stišovit.
- Křemen je velmi odolný proti zvětrávání, což je jeden z důvodů, proč se hromadí v náplavech a sedimentech ve formě zrnek, valounků, valounů (tvoří písky, štěrky atd).
- Relativní permitivita εr krystalu křemene je 4,3 až 4,7.

## Získávání

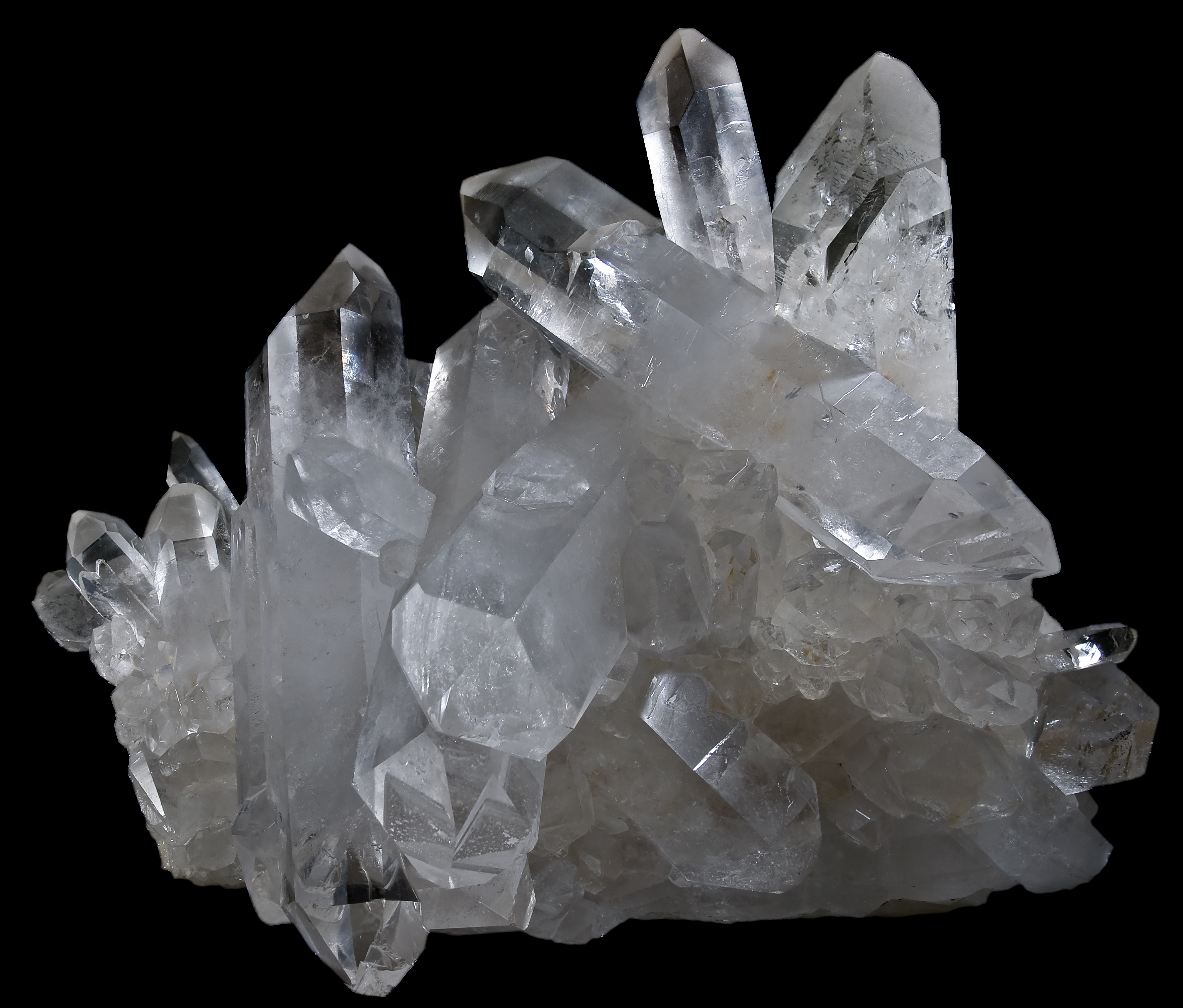
Křišťál – krystalický oxid křemičitý

Křemen se ve velkém množství těží jako součást písků a štěrků, často se těží na speciální slévárenské anebo sklářské písky. Dále se mohou těžit kvarcity, což jsou horniny složené převážně z křemene. Velmi čistý křemen bez příměsí se získává z některých křemenných žil a křemenných jader pegmatitů.
Pro sběratelské a šperkařské účely se těží drahokamové odrůdy křemene a sbírkové ukázky křemene. Pro šperkařství se získávají zejména mikrokrystalické křemeny (jaspis, achát) a vysoce kvalitní čiré a nepopraskané záhnědy, křišťály, citríny a ametysty pro výrobu brusů.

## Využití

### Jiskření
Údery křemene o sebe způsobují vylétávání jisker. Tlak z nárazu působí na atomy v krystalu a způsobí jejich posunutí, což naruší nábojovou rovnováhu a vznikne napětí o velikosti několika tisíc voltů, což je příčina vzniku jiskření (viz piezoelektrický jev). Tato vlastnost se používá u křesadla a nejlépe funguje při šikmém nárazu kamenů. Používán je křemenný minerál (pazourek, křemen, rohovec, markazit – oxid křemičitý SiO2) nebo pyrit (sirník železnatý – FeS2).
Minerály obsahují v mikroskopických dutinách sopečné plyny, například sirovodík (H2S), který se při křesání poškozením kamene uvolňuje do okolí a způsobuje zápach po zkažených vejcích. Obsahují-li dutinky síru, může za působení jisker oxidovat na oxid siřičitý (SO2 se štiplavým zápachem). Jiskry mohou díky vysokému napětí generovat ze vzdušného kyslíku ozón (se zápachem chlóru, kovu či spáleného drátu) a ze vzdušného dusíku pak různé oxidy dusíku (ostré sladce páchnoucí plyny). Proto místa na kameni po úderech charakteristickým způsobem zapáchají.

### Oscilátor
Pro své piezoelektrické vlastnosti je uměle vyráběný křemen („krystal“) hojně využíván jako oscilátor v radiotechnice a dalších elektronických zařízeních, jako v hodinách a dalších přístrojích (PC atd.) Jeho předností v tomto ohledu je velmi malá závislost piezoelektrického koeficientu na teplotě.

### Křemenné sklo
Křemenné sklo je na rozdíl od křemene amorfní a má laboratorní a další využití ve sklářském průmyslu. Křemenné sklo je také propustné pro UV záření, takže se pro měření v UV oblasti používají právě křemenné kyvety. Některé odrůdy se cení jako polodrahokamy a ozdobné kameny, které jsou dále používány ve šperkařství a jako dekorace.

## Naleziště
- běžný minerál, všeobecně rozšířený
- Nový Kýz na Šumavě (sklářská surovina)
- Podkrkonoší (ametyst)
- Písecko (růženín)
- Dolní Bory u Velkého Meziříčí (záhněda, růženín)
- Bochovice a Hostákov (mohutné žíly s ametystem)
- Brdy (barevné železité křemeny)
- Strážník u Peřimova (hvězdovce)
- Česká Mez, Bohdalov a Nové Veselí (žezlové ametysty)
- Laštovičky, Bobrůvka, Rousměrov, Suky (záhněda, citrín)